# Andrij Miszczenko
Andrij Petrowycz Miszczenko, ukr. Андрій Петрович Міщенко (ur. 7 kwietnia 1991 we wsi Butenky, w obwodzie połtawskim) – ukraiński piłkarz, grający na pozycji obrońcy.

## Kariera piłkarska
Wychowanek klubu Mołod' Połtawa. Przez chorobę oskrzeli był zmuszony wrócić do rodzimej wsi, a potem rozpoczął karierę piłkarską w amatorskim zespole Kołos Kobelaky. Latem 2011 został zaproszony do klubu Hirnyk-Sport Komsomolsk. Po roku zasilił skład Stali Ałczewsk Podczas przerwy zimowej sezonu 2013/14 przeniósł się do PFK Sewastopol Po rozformowaniu klubu latem 2014 przeszedł do Olimpika Donieck. W lipcu 2015 wyjechał do Izraela, gdzie został piłkarzem Maccabi Netanja. Po tym jak klub spadł do niższej ligi przeniósł się do beniaminka ligi Hapoelu Aszkelon. 24 lutego 2018 ponownie został piłkarzem Olimpika Donieck. 14 czerwca 2018 opuścił Olimpik. 26 września 2018 przeszedł do Czornomorca Odessa. 11 lipca 2019 został piłkarzem SKA-Chabarowsk.

## Sukcesy i odznaczenia
Stal Ałczewsk
- wicemistrz Ukraińskiej Pierwszej Ligi: 2013